# WETA
WETA（90.9 FM），是华盛顿特区的一家非商业公共广播电台。该台是NPR的成员电台之一，以播放古典音乐为主，部分时段播出新闻节目。WETA是华盛顿地区发射功率最大的调频广播电台，其75千瓦的功率可覆盖华盛顿特区、弗吉尼亚州西北部、马里兰州大部和特拉华州南部。
该台也使用HD Radio数字广播播出节目。